# Казале Сант'Антонио (Модена)
Казале Сант'Антонио је насеље у Италији у округу Модена, региону Емилија-Ромања.
Према процени из 2011. у насељу је живело 59 становника. Насеље се налази на надморској висини од 35 м.